# Carbon megye (Wyoming)
Carbon megye az Amerikai Egyesült Államokban, azon belül Wyoming államban található. Megyeszékhelye és legnagyobb városa Rawlins. Lakosainak száma 14 537 fő (2020. április 1.). Carbon megye Sweetwater, Fremont, Natrona, Converse, Albany, Jackson, Routt és Moffat megyékkel határos.

## Népesség
A megye népességének változása:
| Lakosok száma | 15 834 | 15 805 | 15 683 | 15 748 | 15 559 | 14 537 |
|               | 2010   | 2011   | 2012   | 2013   | 2015   | 2020   |